# 兴和 (年号)
兴和（539年十一月—542年十二月）是東魏孝靜帝元善見的第三個年号，由大丞相高歡總理朝政。歷時3年餘。
《魏书》载：“冬十有一月癸亥，以新宫成，大赦天下，改元。”

## 纪年
| 兴和 | 元年  | 二年  | 三年  | 四年  |
| ---- | ----- | ----- | ----- | ----- |
| 公元 | 539年 | 540年 | 541年 | 542年 |
| 干支 | 己未  | 庚申  | 辛酉  | 壬戌  |

## 參看
- 中国年号索引
- 同期存在的其他政权年号
  - 大同（535年正月—546年四月）：南朝梁政權梁武帝萧衍的年号
  - 大統（535年正月—551年十二月）：西魏政权西魏文帝元宝炬年号
  - 章和：高昌政权麴坚年号
  - 建元（536年—551年）：新羅法興王、真興王的年号